# Sabal bermudana
Sabal bermudana es una especie de palmera del género Sabal que es endémica de Bermudas. Se vio muy afectada por la introducción de plantas no nativas, como el Livistona chino, que creó competencia por el espacio que normalmente pierde.

## Descripción
Sabal bermudana alcanza un tamaño de hasta 25 m de altura, con ocasionalmente llega hasta 30 m de altura, con un tronco de hasta 55 cm de diámetro. Es una palmera con las hojas con un desnudo pecíolo que termina en un abanico redondeado con numerosos foliolos. Cada hoja mide 1,5-2 m de largo, con 45-60 folíolos de hasta 75 cm de largo. Las flores son de color blanco amarillento, 5 mm de diámetro, y se producen en grandes panojas de hasta 2,5 m de largo, que se extiende más allá de las hojas. La fruta es un color marrón oscuro a negro en forma de drupa, de aproximadamente 1 cm de largo que contienen una sola semilla. Es muy tolerante a la sal y se considera a menudo que crece cerca de la costa del océano Atlántico en las Bermudas, y también tolerante a las heladas, sobreviviendo períodos cortos de temperaturas tan bajas como -14 °C, a pesar de que nunca ha hecho frío en las Bermudas.

## Usos
Utilizadas las hojas de la palma para tejer sombreros y exportarlos al Reino Unido y otros países. Sabal bermudana también mediante agujeros perforados en su tronco y era extraída la savia para de hacer "bibby", un fuerte bebida alcohólica.
Durante el siglo XVII, la mayoría de las casas en las Bermudas tuvo techos de paja de las hojas de esta palmera.

## Taxonomía
Sabal bermudana fue descrita por Liberty Hyde Bailey y publicado en Gentes Herbarum; occasional papers on the kind of plants 3: 326. 1934.
Etimología
Sabal: nombre genérico de origen desconocido, quizás basado en un nombre vernáculo.
bermudana: epíteto geográfico que alude a su localización en las Bermudas.
Sinonimia
- Inodes princeps (Becc.) Cif. & Giacom.
- Sabal beccariana L.H.Bailey
- Sabal princeps Becc.[5][6]